# كوملانفي أكاكبو
كوملانفي أكاكبو (بالفرنسية: Comlanvi Akakpo)‏ (30 يناير 1985 بلومي في توغو - ) هو لاعب كرة قدم بنيني في مركز الدفاع. شارك مع منتخب بنين لكرة القدم. أما مع النوادي، فقد لعب مع نادي تونير أبومي وايتوال.